# Kornel Filo
Kornel Filo (3. března 1901 Tuchyňa – 29. ledna 1980 Paříž) byl slovenský a československý poválečný politik Demokratické strany, člen Sboru pověřenců, poslanec Prozatímního Národního shromáždění a Ústavodárného Národního shromáždění. Po roce 1948 exilový politik.

## Biografie
Vystudoval gymnázium v Košicích, chemii na Vysokém učení technickém v Brně a na ČVUT v Praze. Působil jako zemědělský odborník. Za tzv. slovenského štátu byl činný v odboji. Působil v odbojové organizaci Demec a Flora. Účastnil se Slovenského národního povstání. Byl členem předsednictva povstalecké Slovenské národní rady za Demokratickou stranu. V ní představoval katolické křídlo.
V letech 1945–1947 byl členem Sboru pověřenců, v období únor – září 1945 jako pověřenec pro dopravu (respektive pověřenec pro železnice), následně od září 1945 do srpna 1946 na postu pověřence pošt a v 7. Sboru pověřenců na postu pověřence výživy.
Na jaře 1946 se podílel na přípravě vzniku nové strany, která měla být ustavena pod názvem Křesťansko-republikánská strana. Po podepsání takzvané aprílové (dubnové) dohody, v níž Demokratická strana uzavřela programový a personální kompromis s představiteli katolického tábora, byl ale zvolen do užšího předsednictva Demokratické strany a na vzniku nové formace už se nepodílel (vznikla pak jako Strana slobody, ale bez většího vlivu).
V letech 1945–1946 byl poslancem Prozatímního Národního shromáždění za Demokratickou stranu. Po parlamentních volbách v roce 1946 se stal poslancem Ústavodárného Národního shromáždění, kde setrval do voleb do Národního shromáždění roku 1948.
Na podzim 1947 v době krátce před vyvrcholením mocenského tlaku slovenských komunistů na představitele nekomunistické politické scény rezignoval 16. října na post ve Sboru pověřenců.
Po únorovém převratu v roce 1948 odešel do emigrace. V exilu pak organizoval Demokratickou stranu a volně spolupracoval s uprchlými politiky bývalé Republikánské strany zemědělského a malorolnického lidu (agrární strany), jejímž členem byl před druhou světovou válkou. Zasedal v Radě svobodného Československa.